# Sennertia loricata
Sennertia loricata es una especie de ácaro del género Sennertia, familia Chaetodactylidae. Fue descrita científicamente por Klimov and OConnor en 2008.
Habita en los Estados Unidos en Florida, Luisiana, Puerto Rico, Texas y Virginia, también en México, en Chiapas y Jalisco.